# Megachalcis
Megachalcis is een geslacht van vliesvleugeligen uit de familie bronswespen (Chalcididae). De wetenschappelijke naam van dit geslacht is voor het eerst geldig gepubliceerd in 1903 door Cameron.

## Soorten
Het geslacht Megachalcis omvat de volgende soorten:
- Megachalcis carinata (Steffan, 1951)
- Megachalcis fumipennis Cameron, 1903
- Megachalcis hirticeps (Cameron, 1911)
- Megachalcis malabarica Narendran, 1989
- Megachalcis secundaria (Masi, 1944)
- Megachalcis timorensis Boucek, 1988